# Desa Sanca (administrativ by i Indonesien, lat -6,72, long 107,70)
Desa Sanca är en administrativ by i Indonesien.   Den ligger i provinsen Jawa Barat, i den västra delen av landet, 110 km sydost om huvudstaden Jakarta.